# Paul Daude

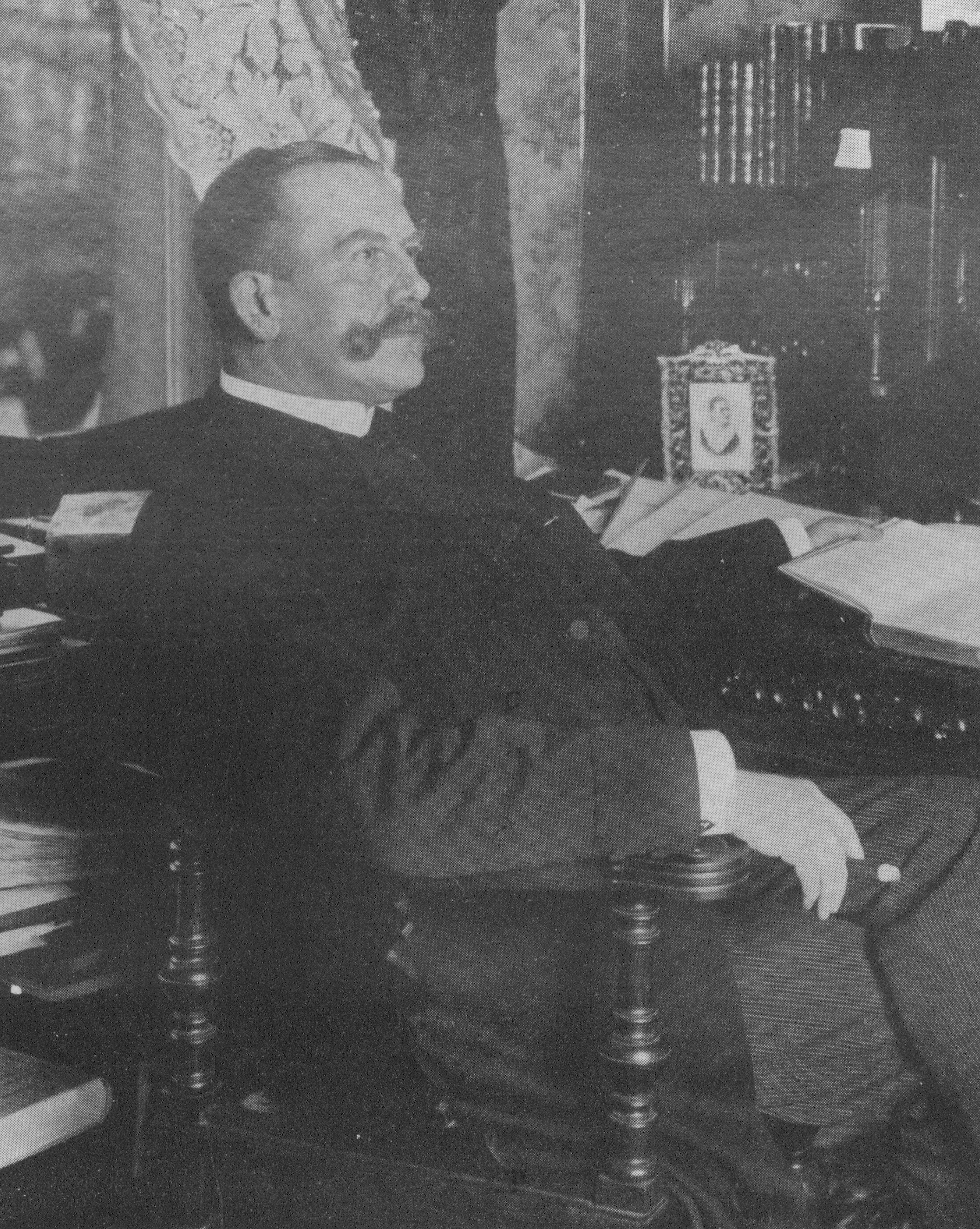
Paul Daude

Ludwig Karl Paul Daude (* 11. November 1851 in Bernburg (Saale); † 28. September 1913 in Berlin) war ein deutscher Verwaltungsjurist und Fachbuchautor, der unter anderem zwischen 1888 und 1912 Justiziar der Königlichen Bibliothek zu Berlin sowie zugleich von 1905 bis 1912 Syndikus der Königlich Technischen Hochschule zu Berlin-Charlottenburg war. 

## Leben
Ludwig Karl Paul Daude war der Sohn von Professor Ludwig Daude, der von 1845 bis 1870 Oberlehrer und Direktor der Friederikenschule in Bernburg war, und dessen Ehefrau Laura Steinkopff. Er besuchte das Herzogliche Karlsgymnasium in Bernburg und begann daraufhin ein Studium der Rechtswissenschaften an der Friedrich-Wilhelms-Universität zu Berlin sowie der Rheinischen Friedrich-Wilhelms-Universität Bonn. 1871 beendete er seine Promotion zum Doktor der Rechte und legte zugleich seine Erste Juristische Staatsprüfung ab. Nach seiner Zweiten Juristischen Staatsprüfung wurde er 1876 zunächst Gerichtsassessor in der Staatsanwaltschaft beim Oberlandesgericht Marienwerder sowie im Anschluss beim Landgericht Berlin I.
1885 übernahm Daude den Posten eines Universitätsrichters für die Friedrich-Wilhelms-Universität zu Berlin und veröffentlichte 1887 eine Systematische Zusammenstellung der für dieselbe bestehenden gesetzlichen, statuarischen und reglementarischen Bestimmungen für die Universität.
1888 wurde er mit dem Charakter als Geheimer Regierungsrat Justiziar der Königlichen Bibliothek zu Berlin und verblieb in dieser Funktion bis zu seinem Tode 1912. In seinem 1888 erschienenen Lehrbuch des deutschen literarischen, künstlerischen und gewerblichen Urheberrechts befasste sich Daude darin unter anderem auch mit Fragen der Urheber- und Patentrechtsverletzung und möglichen Schadensersatzansprüchen sowie deren Berechnung. Darin bestätigte er unter anderem auch, dass „die Arbeit eines Komponisten nicht in der Produktion neuen Materials bestehen muss, sondern sich auch in der künstlerischen Gestaltung bereits vorhandener musikalischer Kompositionen oder in der eigentümliche Verwendung fremder Melodien in völlig eigenständiger Weise äußern kann.“
Zugleich wurde Paul Daude 1900 auch Vorsitzender sämtlicher Königlich Preußischen Sachverständigenkommissionen und -vereine Ferner war er zwischen 1905 und 1912 auch Syndikus der Königlich Technischen Hochschule zu Berlin-Charlottenburg. Aus seiner am 24. Mai 1879 geschlossenen Ehe mit Anna Lessing gingen die Kinder Margareta (* 31. März 1880 in Marienwerder), die Ehefrau eines Regierungsrates wurde, sowie Otto (* 14. Juni 1881 in Berlin) hervor, der als Arzt in Bad Pyrmont praktizierte. Daude lebte in der Bülowstraße 10 in Berlin-Schöneberg.

## Veröffentlichungen
Neben seiner beruflichen Tätigkeit war Paul Daude Verfasser zahlreicher Fachbücher und Kommentare zu unterschiedlichen Rechtsbereichen. Zu seinen Werken gehören:
- Bürgerliche Rechtsverhältnisse der Militärpersonen des deutschen Heeres und der Kaiserlichen Marine, 1887
- Die Königliche Friedrich-Wilhelms-Universität zu Berlin. Systematische Zusammenstellung der für dieselbe bestehenden gesetzlichen, statuarischen und reglementarischen Bestimmungen, 1887
- Lehrbuch des deutschen literarischen, künstlerischen und gewerblichen Urheberrechts, 1888
- Versorgung der Witwen und Waisen der Professoren und Beamten der deutschen Universitäten, 1893
- Rechtsverhätlnisse der Privatdozenten, 1895
- Entmündiggsverfahren gegen Geisteskranke, Geistesschwache, Verschwender und Trunksüchtige nach der Reichs-Zivilprozeßordnung und dem Bürgerlichen Gesetzbuche, 1899
- Preußisches Feld- und Forstpolizeigesetz vom 1. April 1880, 1900
- Das Aufgebotsverfahren nach Reichsrecht und preußischem Landrecht, 1900 (Onlineversion (Auszug))
- Ordnung des Rechtsstudiums in den deutschen Bundesstaaten, 1903
- Kunstschutzgesetz-Kommentar, 1907
- Strafgesetzbuch-Kommentar, 1907[12]
- Gutachten der Literarischen und Künstlerischen Sachverständigekammer für Werke der Literatur und der Tonkunst für die Jahre 1902–1907, 1907 (Gutachten der Königlich Preußischen Sachverständigen-Kammern für Werke der Literatur und der Tonkunst aus den Jahren 1902–1907, Nachdruck 2018, ISBN 978-3-11-152695-9 (Onlineversion (Auszug)))
- Strafprozessordnung-Kommentar, 1908
- Die Reichsgesetze über das Urheberrecht an Werken der Literatur und Tonkunst und das Verlagsrecht vom 19. Juni 1901. In der Fassung des Gesetzes vom 22. Mai 1910, 1910[13]

## Hintergrundliteratur
- Wer ist’s?, Band 4, 1909, S. 254 (Onlineversion)